# Pahalgam
Pahalgam (en ourdou : [pɛɦɛlɡɑːm]) ou Pahalgom (en cachemiri : [pəhəlʲɡoːm]) est une ville du district d'Anantnag dans le Jammu-et-Cachemire (territoire de l'Union). Elle est située sur les rives de la rivière Lidder (voir : Vallée du Lidder), à une altitude d'environ 2 200 mètres (7 200 pieds), dans la vallée du Cachemire. Pahalgam est le chef-lieu du tehsil de Pahalgam, l’un des onze tehsils du district d’Anantnag.
Située à environ 45 km (28 mi) d’Anantnag, la ville est une station de montagne très prisée des touristes. Elle constitue également le point de départ du pèlerinage annuel vers les grottes d'Amarnath, qui se déroule en juillet et août.
Le 22 avril 2025 se déroule un attentat à l'origine de la crise diplomatique et militaire indo-pakistanaise de 2025.